# Limnopilos naiyanetri

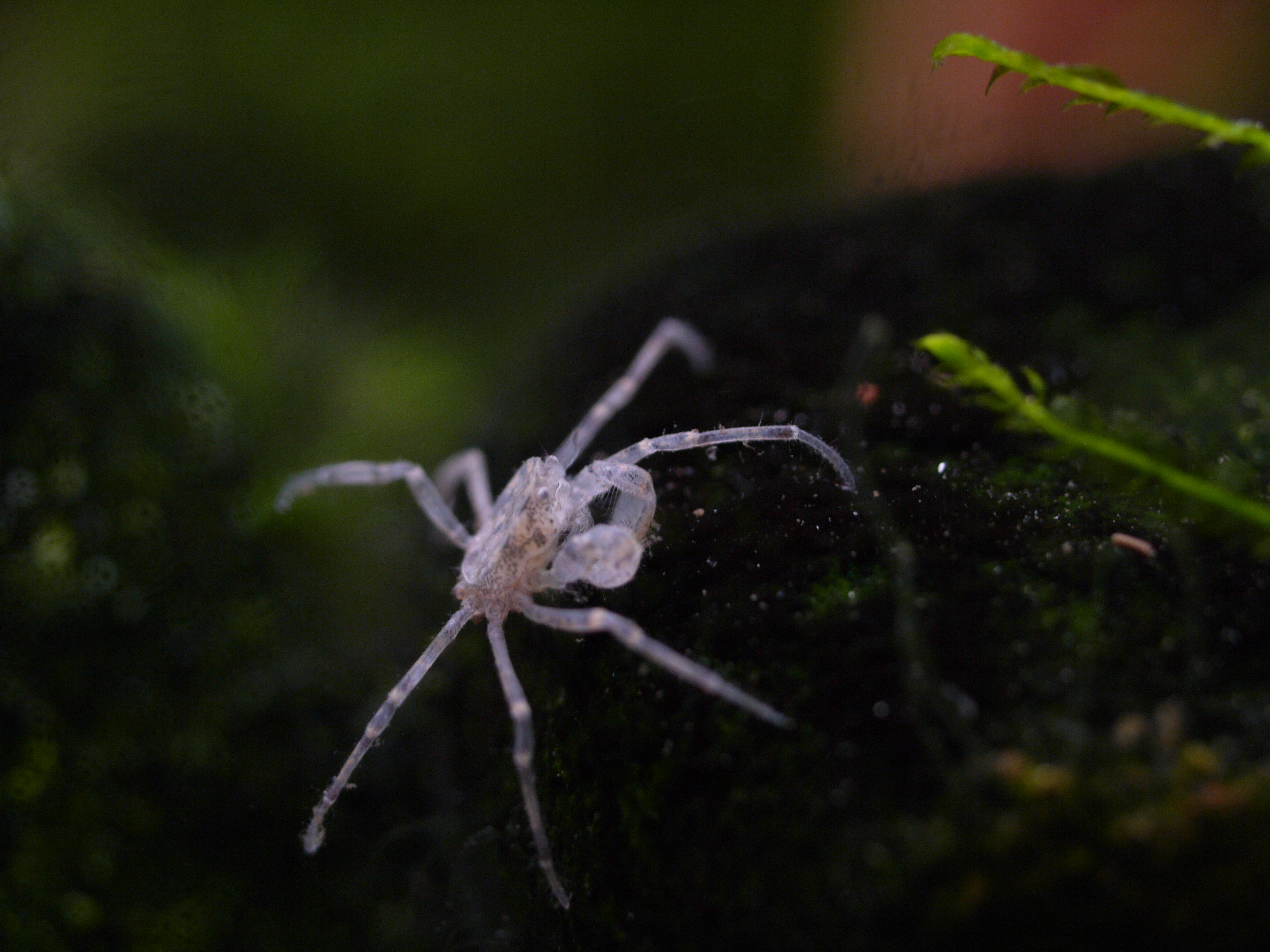
Một con cua nhện Thái

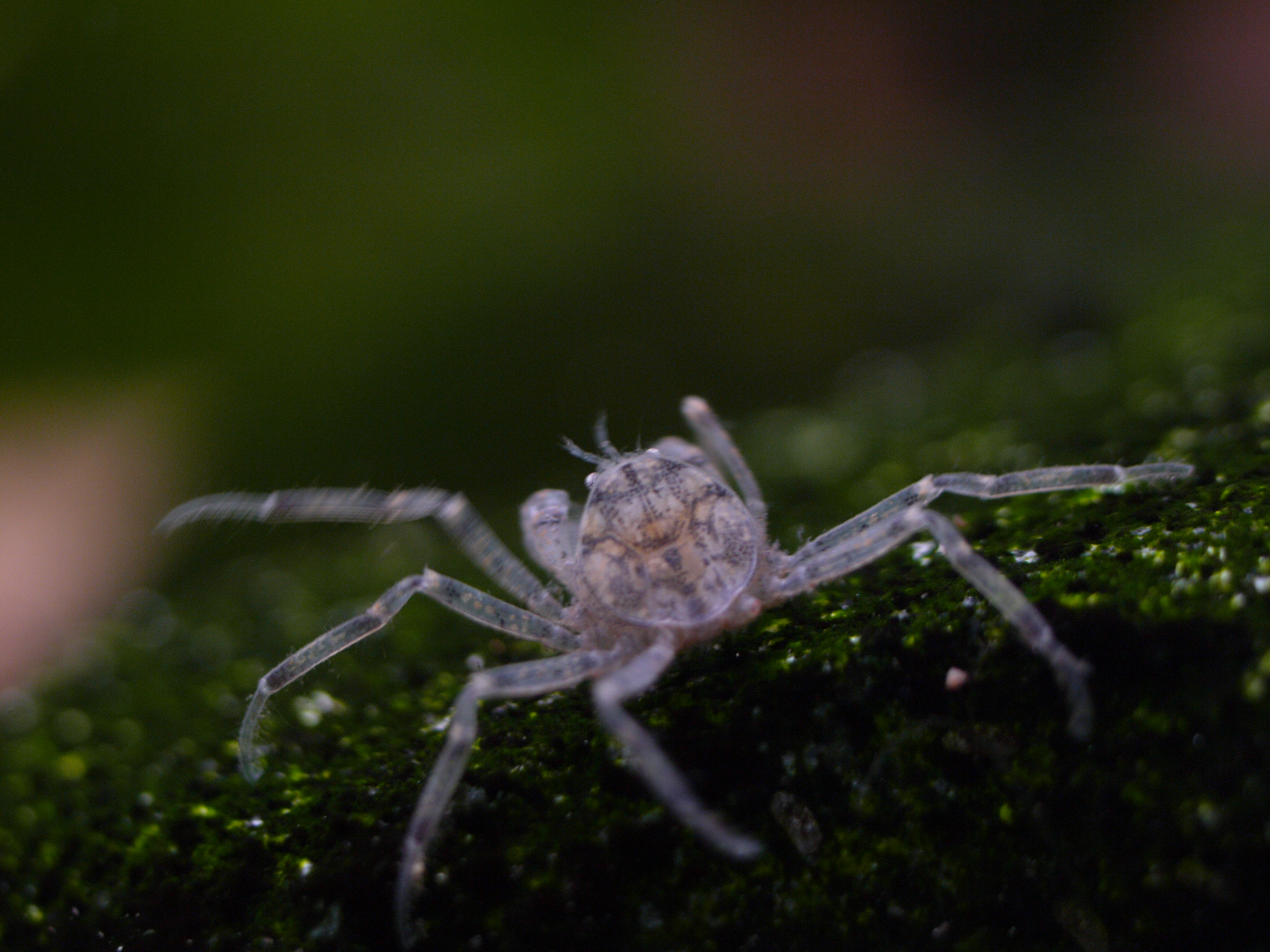
Cua nhện Thái Lan

Cua nhện Thái Lan hay còn gọi là cua nhện tý hon (Danh pháp khoa học: Limnopilos naiyanetri) là một loài cua trong họ Hymenosomatidae. Đây là loài cua được ưa chuộng để nuôi làm sinh vật cảnh, chúng còn được biết đến với tên gọi tiếng Anh là Thai micro crab.

## Đặc điểm
Loài cua này gần như là phiên bản thu nhỏ của cua nhện khổng lồ Nhật Bản. Chúng có kiểu mai hình lục giác, có 4 màu thường gặp như đen, trắng, nâu vàng và xám, loài này còn có một số con cá biệt có mai hình tam giác thường có giá đắt gấp nhiều lần mai lục giác thông thường.
Cua nhện tí hon có thể chung sống hòa bình với các loài tôm, tép cảnh cùng cỡ, loài thân cua, chân nhện này chỉ ăn rong tảo nhỏ mà không gây hại rêu cảnh, nên có thể tạo nên môi trường thủy sinh sống động, phong phú. Môi trường sống lý tưởng cho cua nhện là nước sạch, nhiệt độ ổn định ở mức 25 độ C. Chúng đặc biệt thích bám vào rong rêu và ăn những loại rêu bé xíu hoặc tảo nhỏ mềm. 

## Thị trường
Tại một số nước châu Âu và châu Mỹ, loài động vật lưỡng tính này được bán lẻ với giá đắt đỏ, ở Anh, giá bán niêm yết trên Ebay lên tới gần 4 bảng (khoảng 132.000 đồng)/con, cua nhện Thái Lan được rao bán tại Thái Lan với mức giá quy ra tiền Việt khoảng 30.000-40.000 đồng/con. Đây là loài vật rất dễ nuôi và thân thiện. Tuy nhiên, dù là loài vật lưỡng tính, có khả năng tự sinh sản nhưng trên thực tế, khách hàng mua về rất khó để tự gây giống, loài cua này chưa thể gây giống trong điều kiện nhân tạo. 